# متحف القوات الجوية المركزي
متحف القوات الجوية المركزي (الروسية: Центральный музей Военно-воздушных сил) هو متحف للطيران في مونينو، منطقة موسكو، روسيا. فرع من متحف القوات المسلحة المركزي، وهو أحد أكبر متاحف الطيران في العالم، والأكبر للطائرات السوفيتية، يضم مجموعة تشمل 173 طائرة و127 محرك طائرة. ويضم أيضًا معروضات أخرى، بما في ذلك معدات التجسس الأمريكية من حقبة الحرب الباردة، والأسلحة، والأدوات، والزي الرسمي، والأعمال الفنية، كما يمكن للزوار الوصول إلى مكتبة تحتوي كتبًا وأفلامًا وصورًا.
يقع متحف القوات الجوية المركزي على أراضي أكاديمية جاجارين للقوات الجوية في موقع مطار مونينو السابق، 40 كـم (25 ميل) شرق موسكو.

## التاريخ
يعود تاريخ إنشاء المتحف إلى عام 1940 عندما اختيرت قرية مونينو لتكون موقعًا لأكاديمية جاجارين للقوات الجوية حاليًا. تأسس المتحف نفسه في عام 1958، بعد عامين من إغلاق المطار، وكان يحتوي في ذلك الوقت 6 طائرات و20 مدفع طائرة. وعندما افتتح للجمهور بعد عامين آخرين في عام 1960، كان به 14 طائرة. بحلول أوائل عام 1970، توسعت مجموعة المتحف لتشمل حوالي 40 طائرة. في عام 1990، أعيد ترتيب الطائرات المعروضة وفقًا لمكتب التصميم والترتيب الزمني. دُمرت القاعة الرئيسية للمتحف بالكامل تقريبًا بسبب حريق في عام 2005. بحلول عام 2013، بُنيت حظيرة جديدة لإيواء طائرات الحرب العالمية الثانية. في عام 2016، أُعلن عن أن المتحف سيغلق، وستنقل المعروضات إلى باتريوت بارك. بنيت قاعات جديدة مزودة بالمعدات الحديثة للمعارض. وافتتحت قاعة عرض جديدة في فبراير 2020.
يحتوي المتحف على مجموعة من الطائرات، المحلية والأجنبية، بما في ذلك العسكرية والمدنية والأغراض الخاصة. ويضم المتحف أيضًا قطعًا مرتبطة، مثل الزي الرسمي والوثائق والنماذج والمعدات المتعلقة بالطائرة. المتحف مفتوح حاليًا للزيارة من أفراد الجمهور.
لم ينشر المتحف مطلقًا مصنفًا للمعروضات أو دليلًا إرشاديًّا. تحتوي كتب الذكرى السنوية لأكاديمية جاجارين للقوات الجوية على أقسام صغيرة تتضمن التاريخ وأوصاف المعروضات. يضم المتحف معرضًا للصور الفوتوغرافية، التقطت في الفترة من 1988 إلى 1994 من قبل المصور فيكتور ليونتييف، مراسل إحدى الصحف العسكرية. لقد أتاح استخدام عدسة واسعة النطاق الحفاظ على مناظر تاريخية للمتحف، بما في ذلك القاعة التي احترقت فيما بعد.

## الطائرات المعروضة
طائرات النقل والركاب

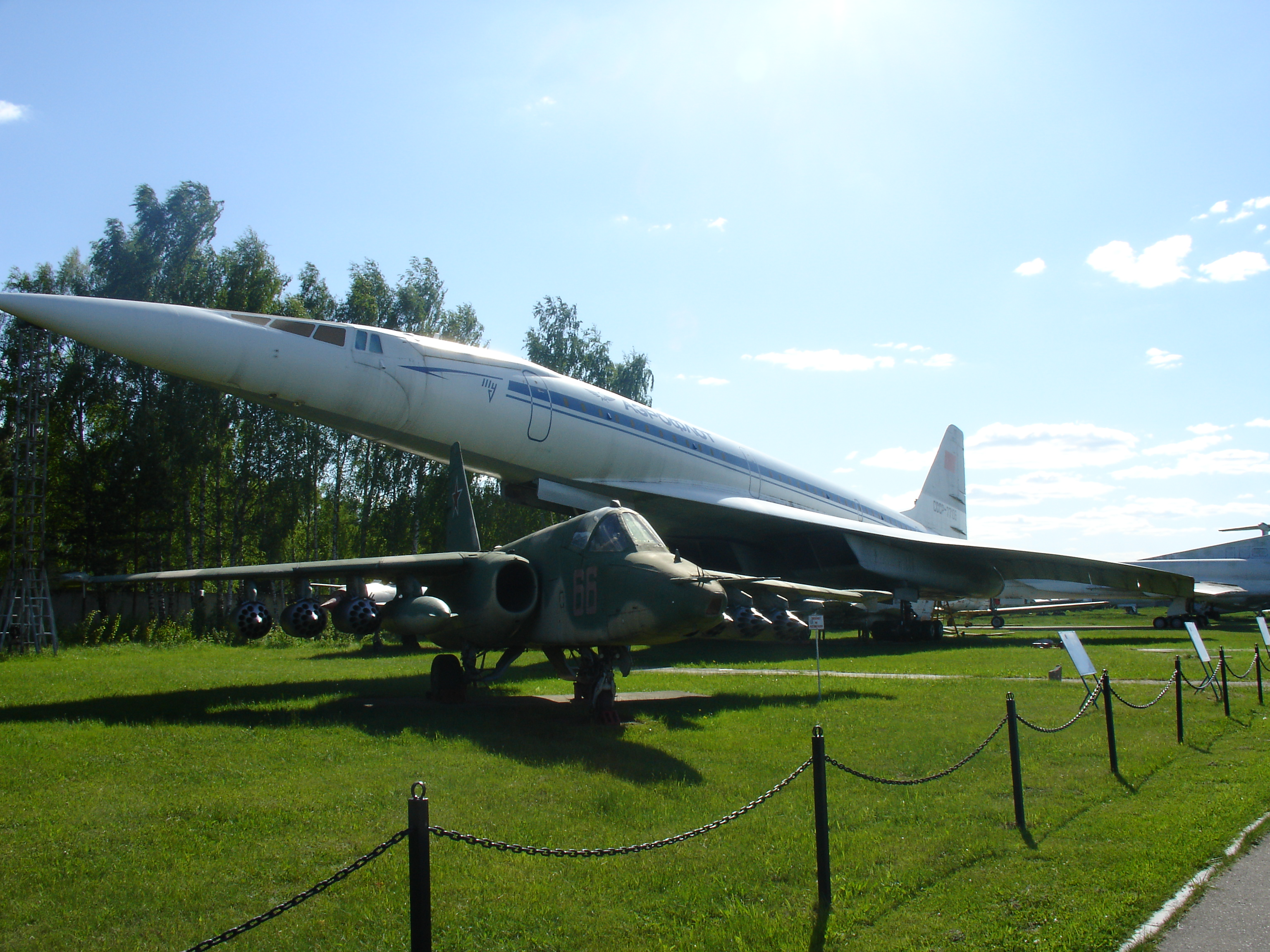
توبوليف تو-144
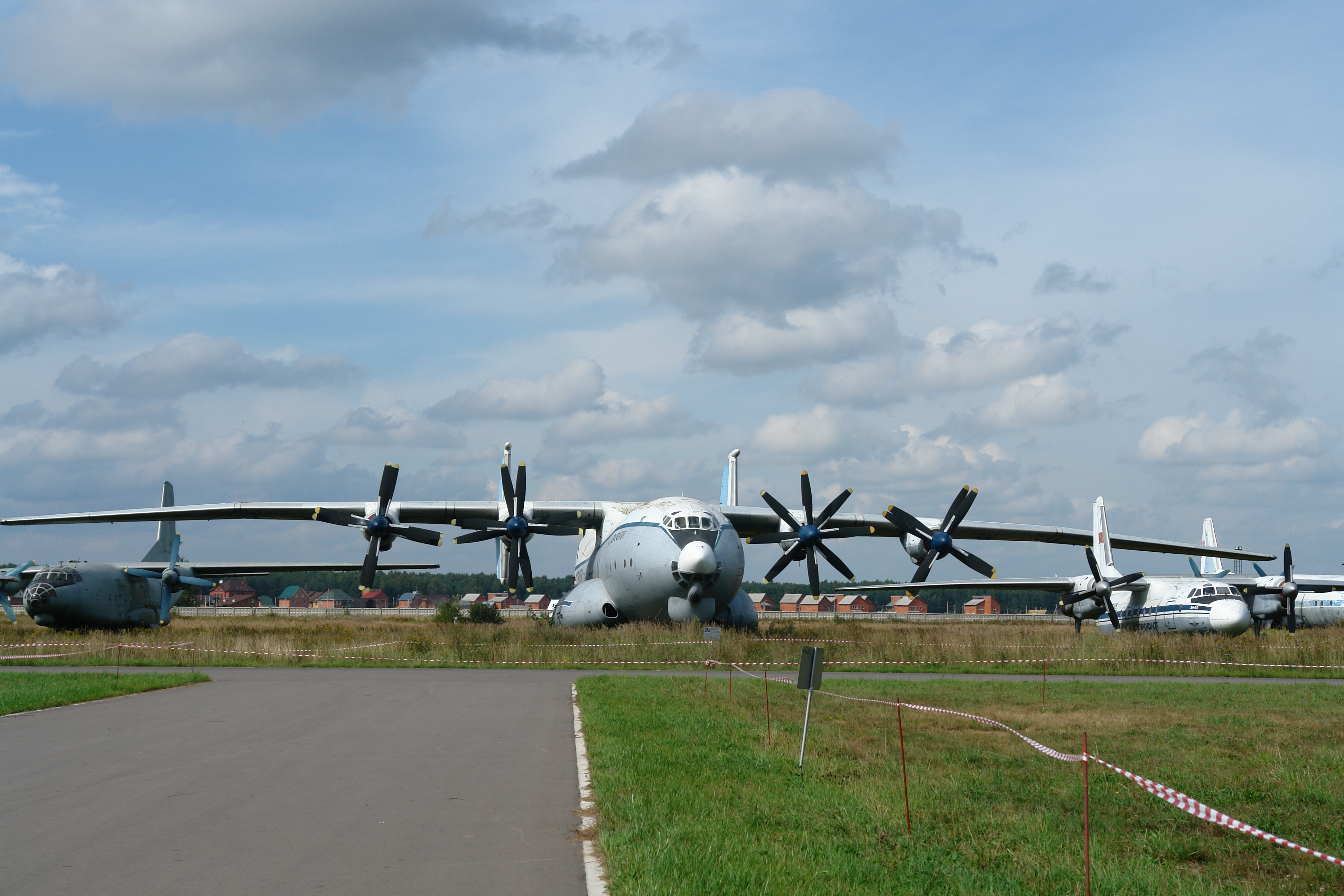
أنتونوف AN-22
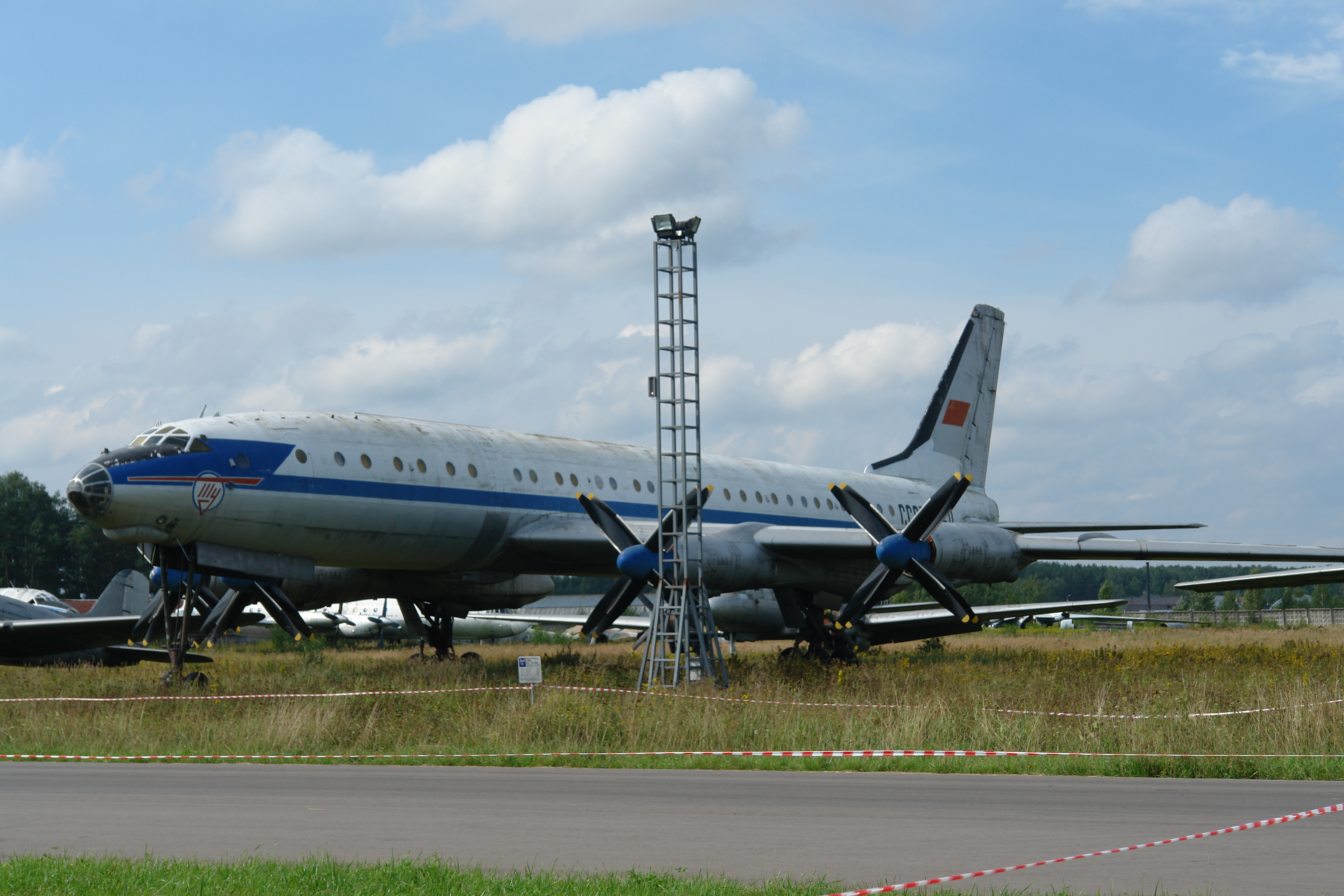
توبوليف تو-114
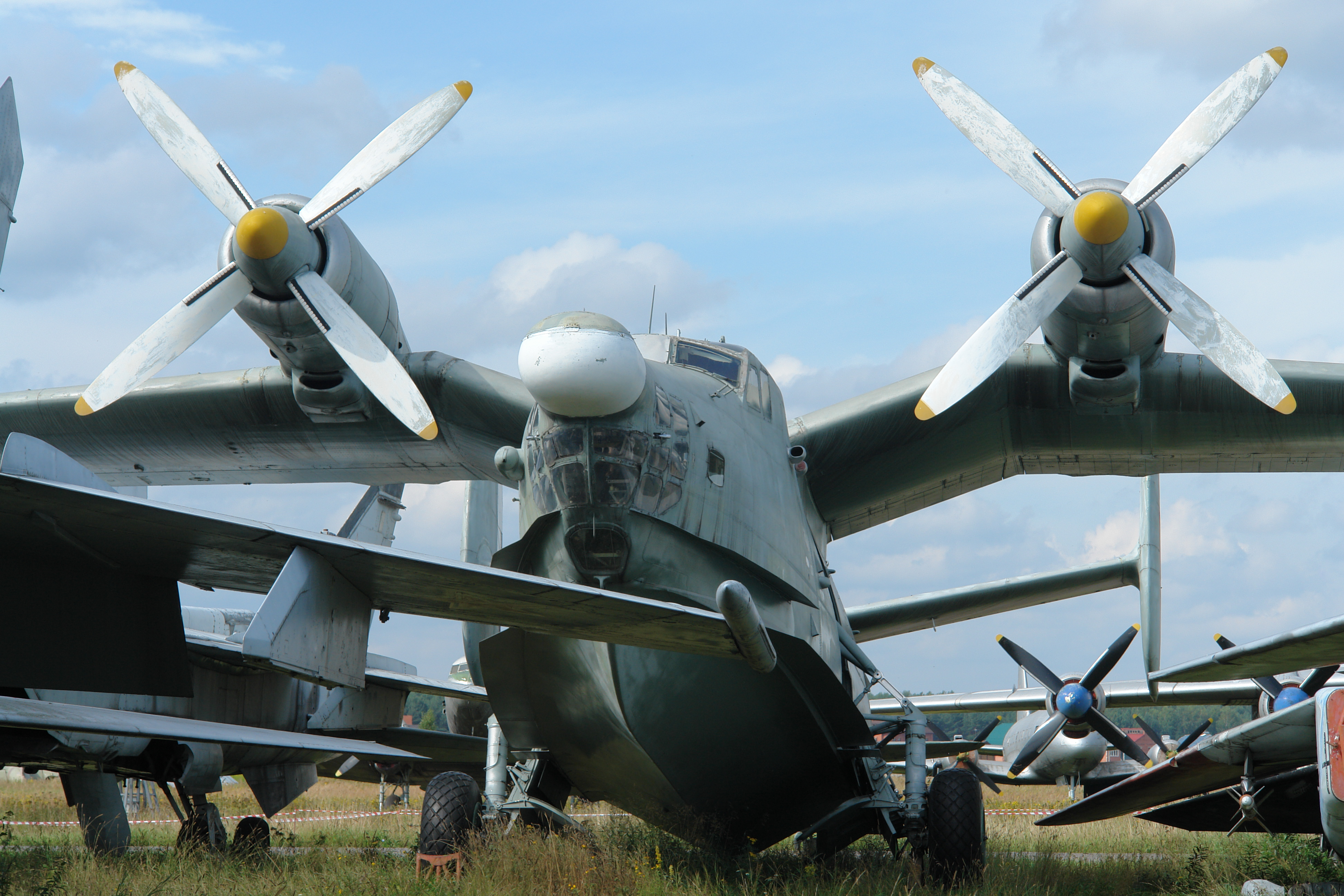
بيريف بي-12

المقاتلات والطائرات الهجومية

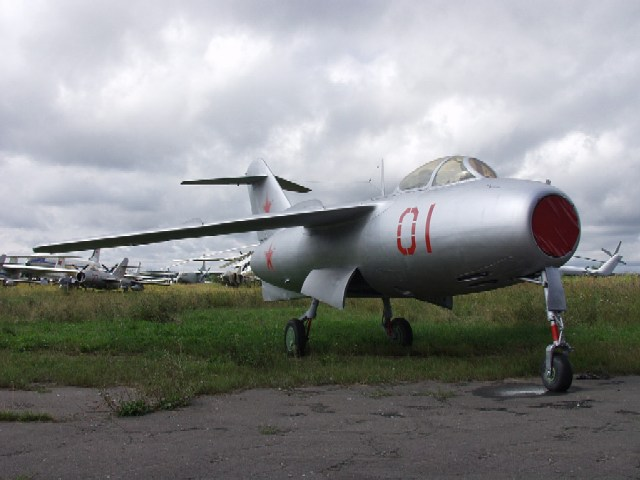
لافوشكين La-15 (فانتيل)
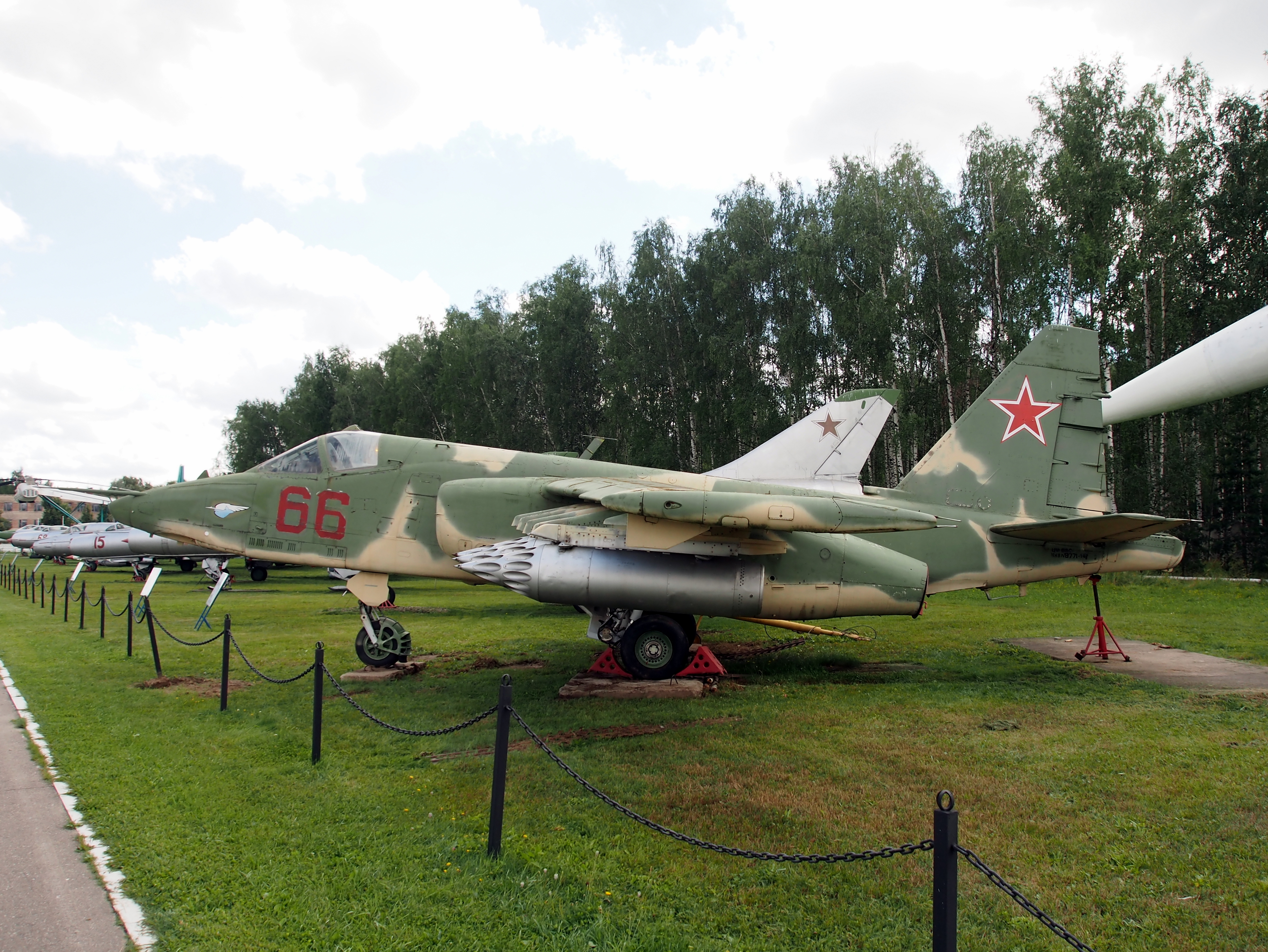
سوخوي سو-25 (فروجفوت)
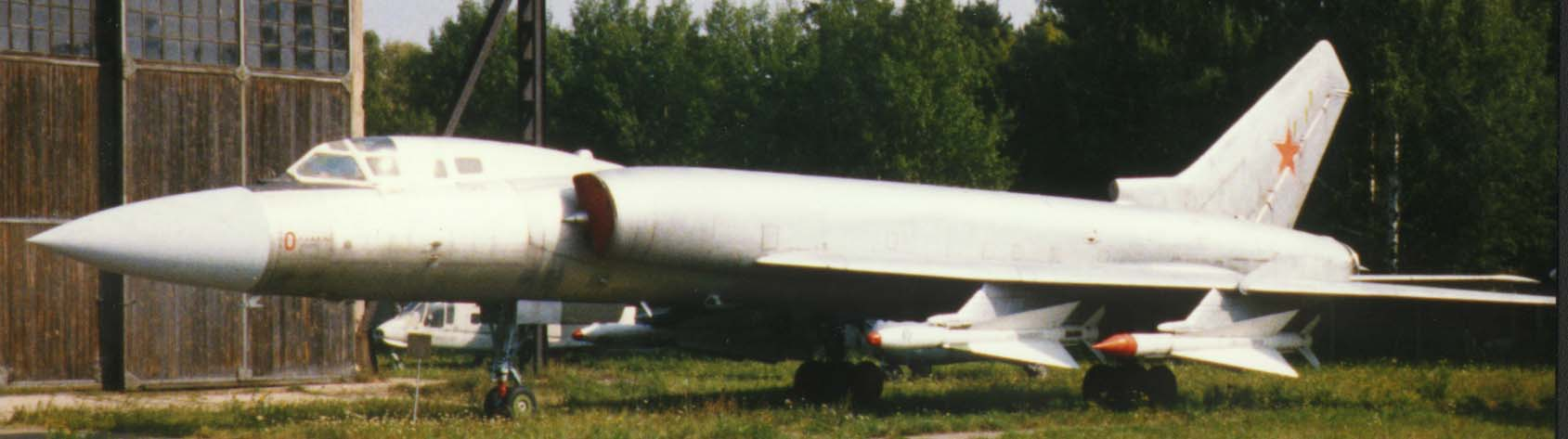
توبوليف تو-128 (فيدلر)
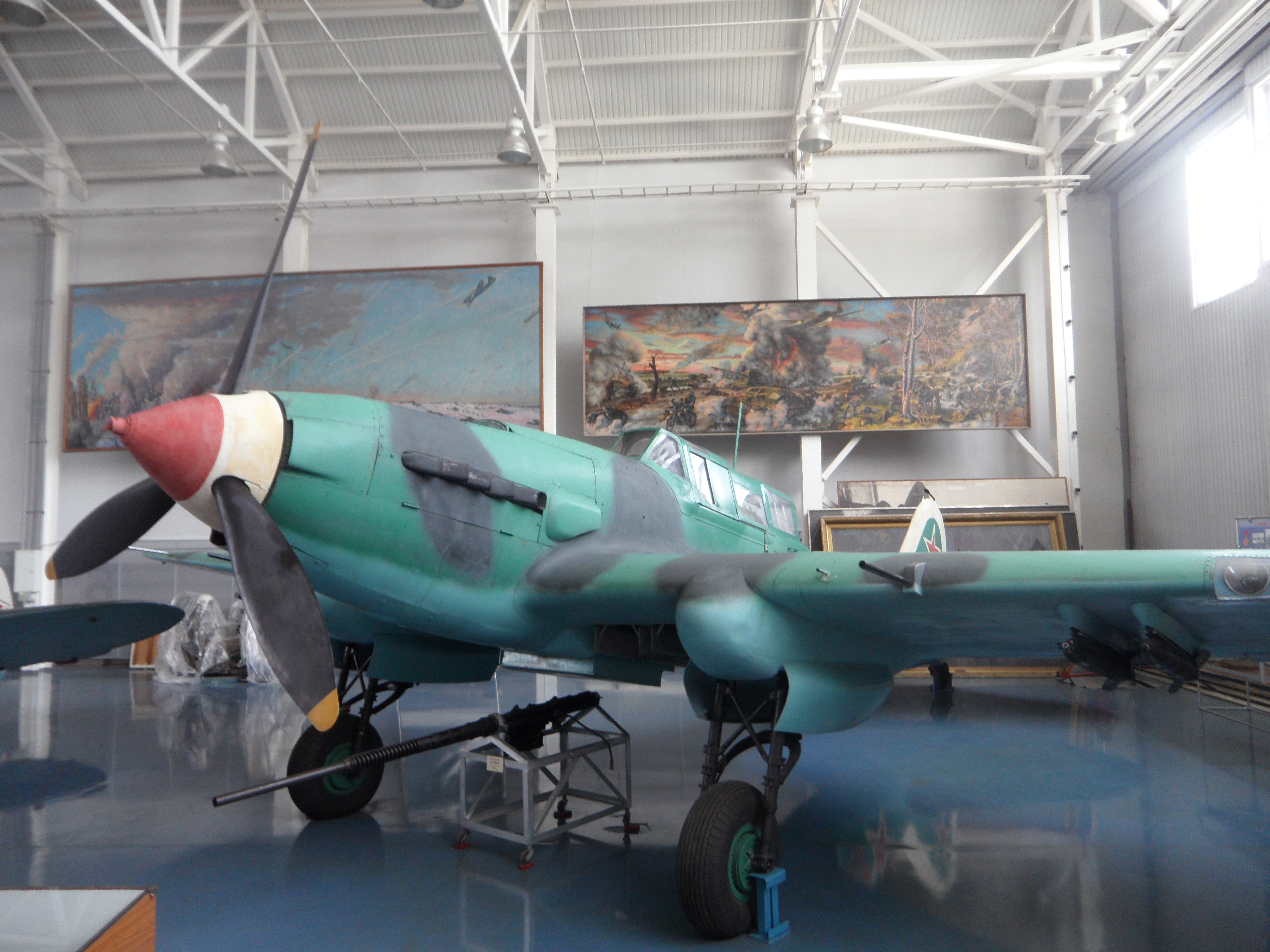
إليوشن إيل-2 (بارك)

قاذفات القنابل

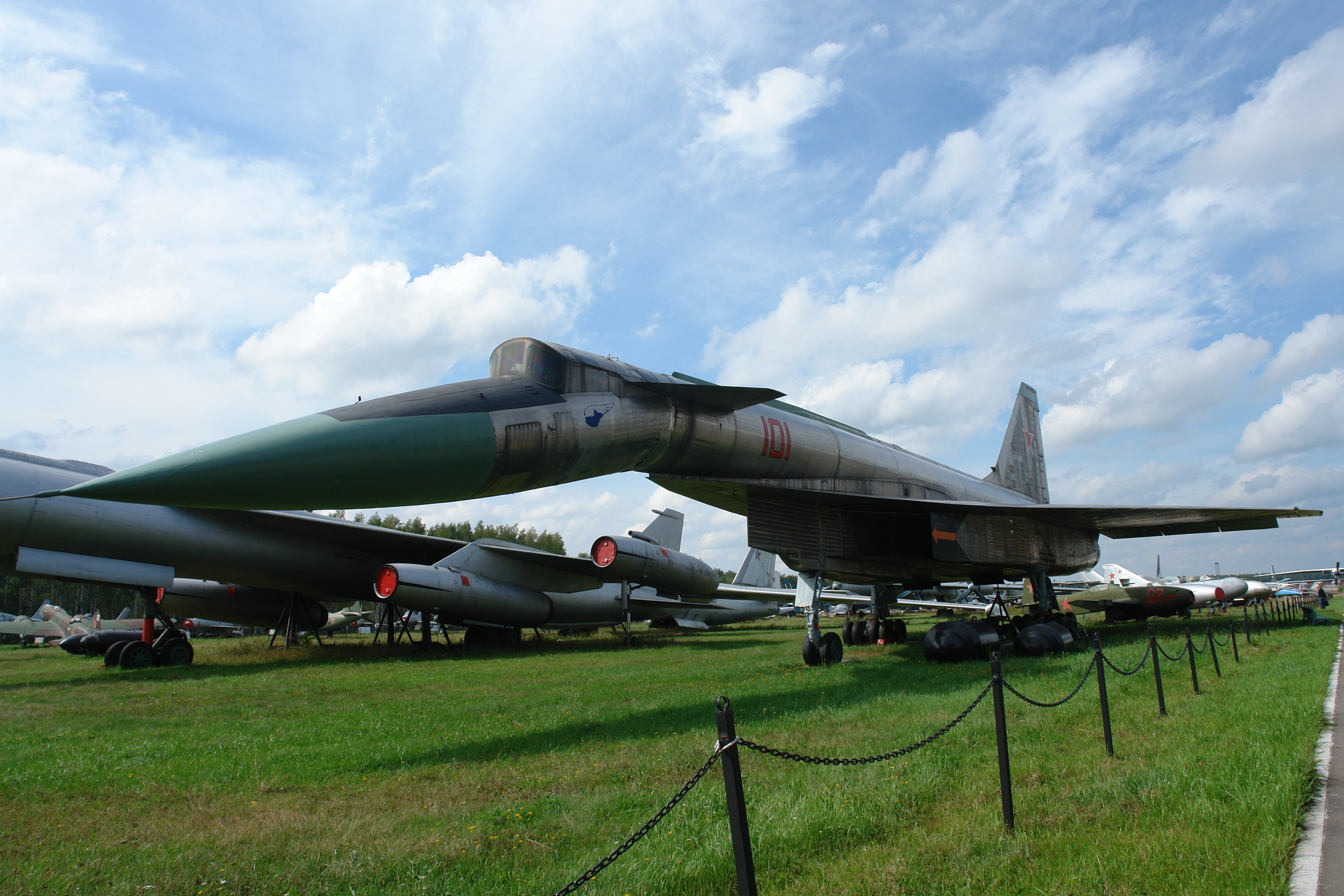
سوخوي تي-4 (سو-100)
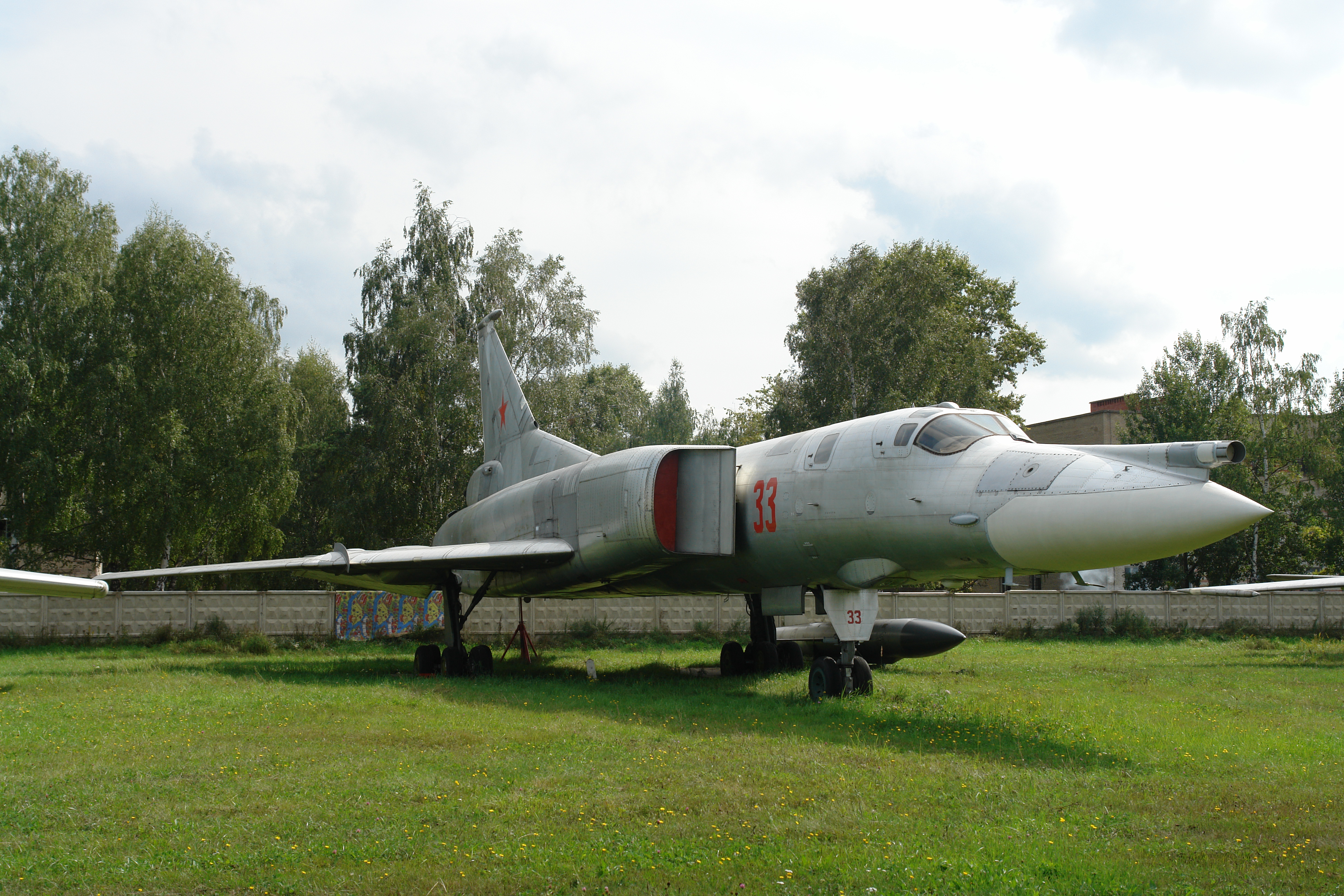
توبوليف تو-22إم (باكفاير)
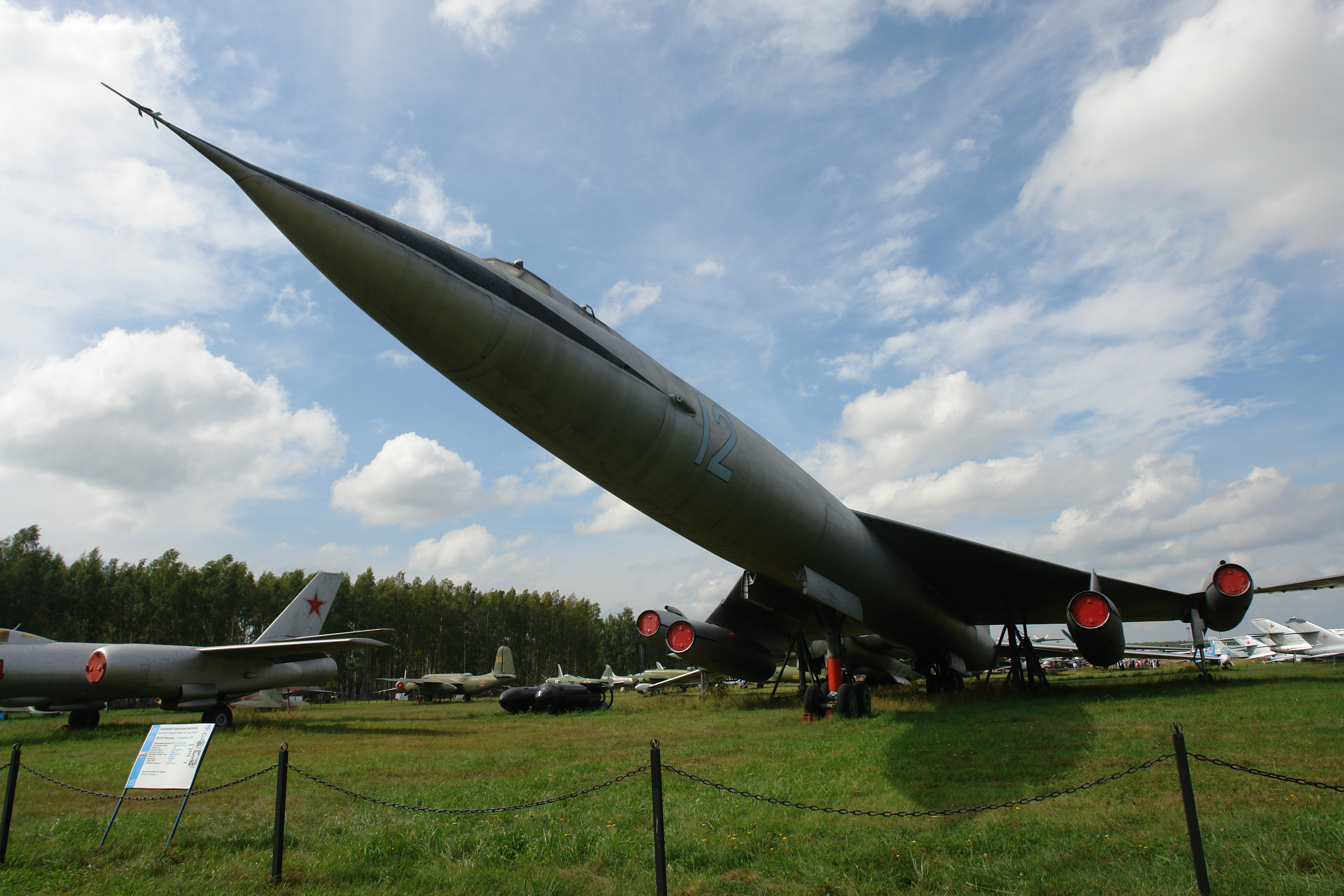
مياسيششيف M-50 (باوندر)
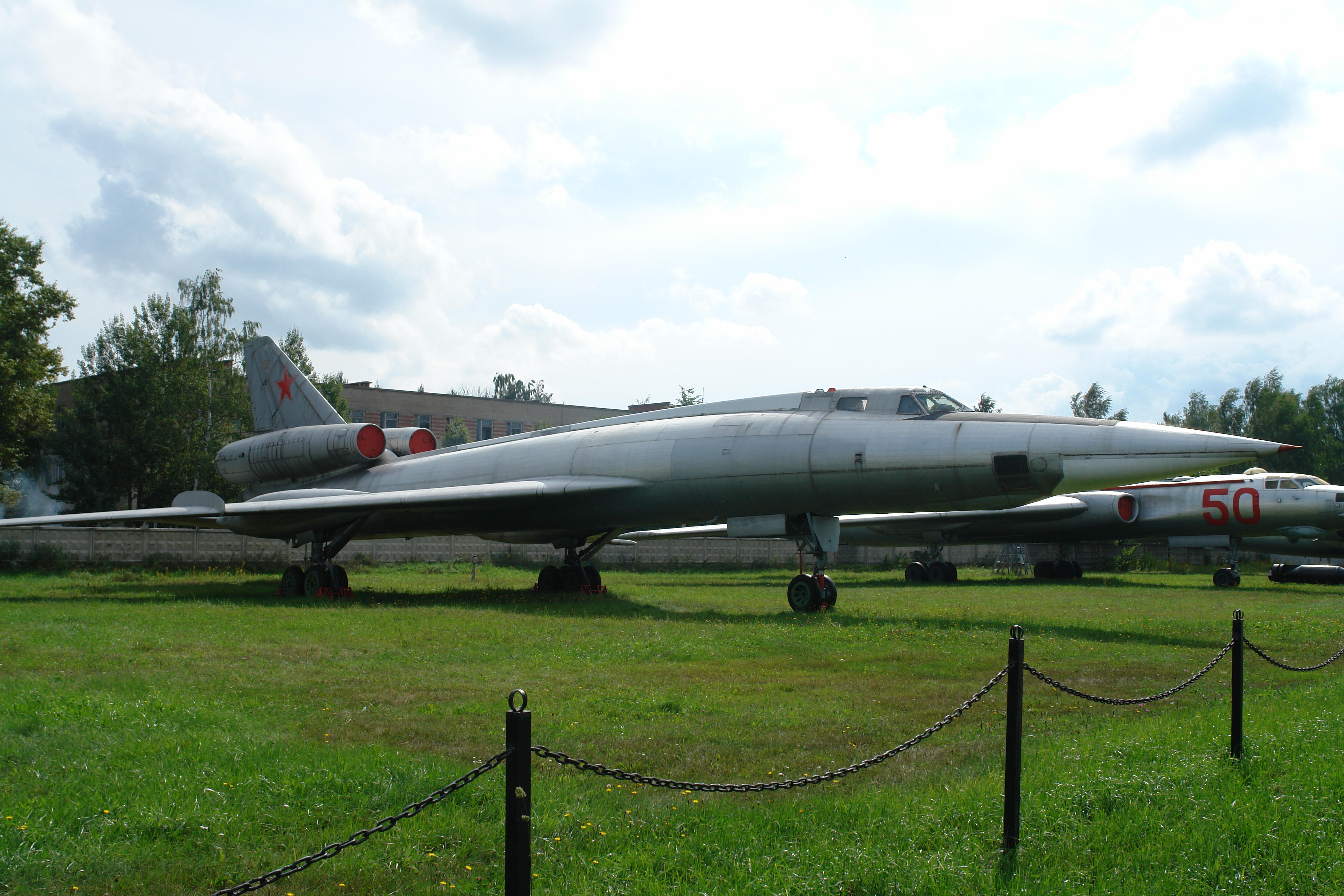
توبوليف تو-22 (بليندر أ)
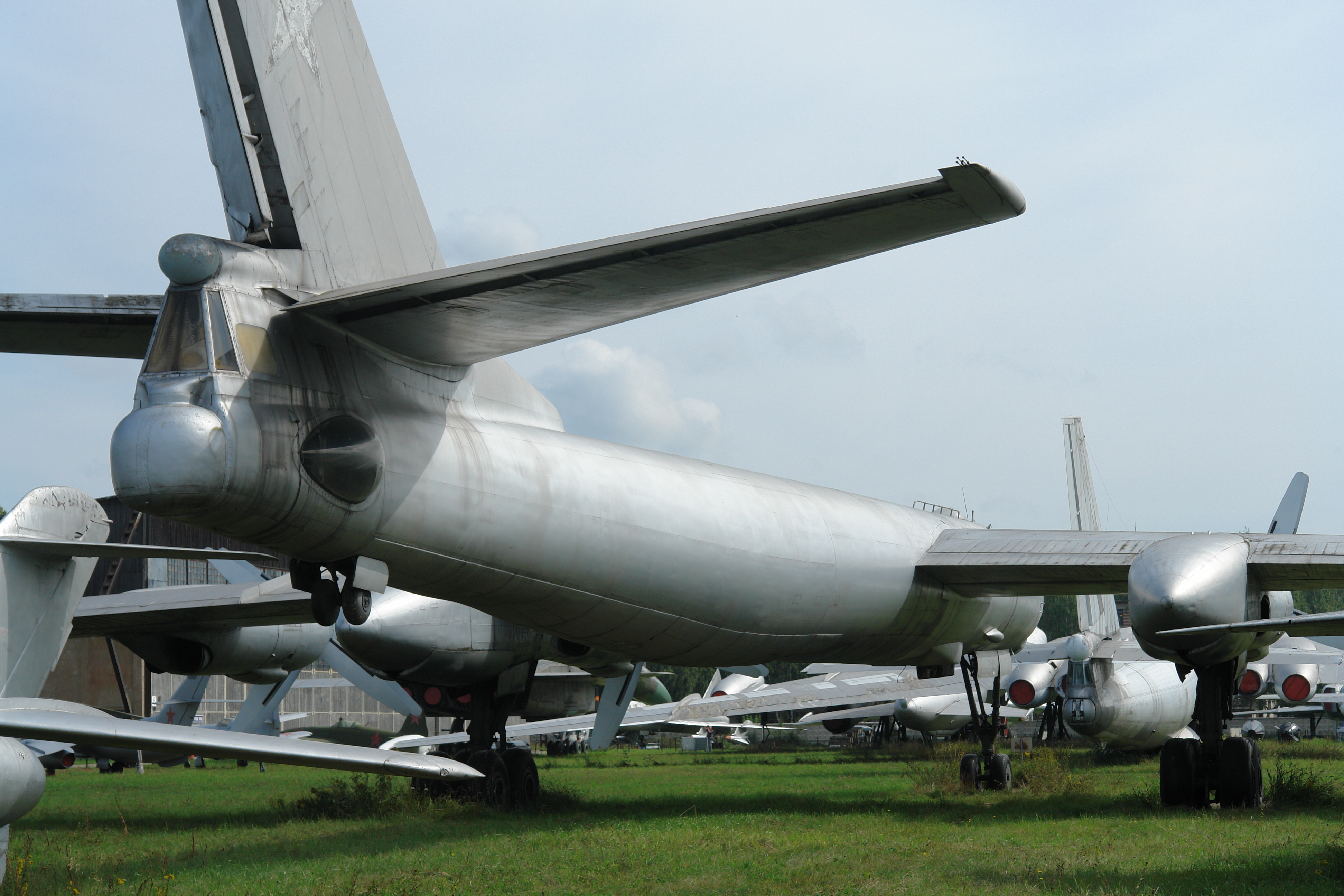
توبوليف تو-95 (الدب)
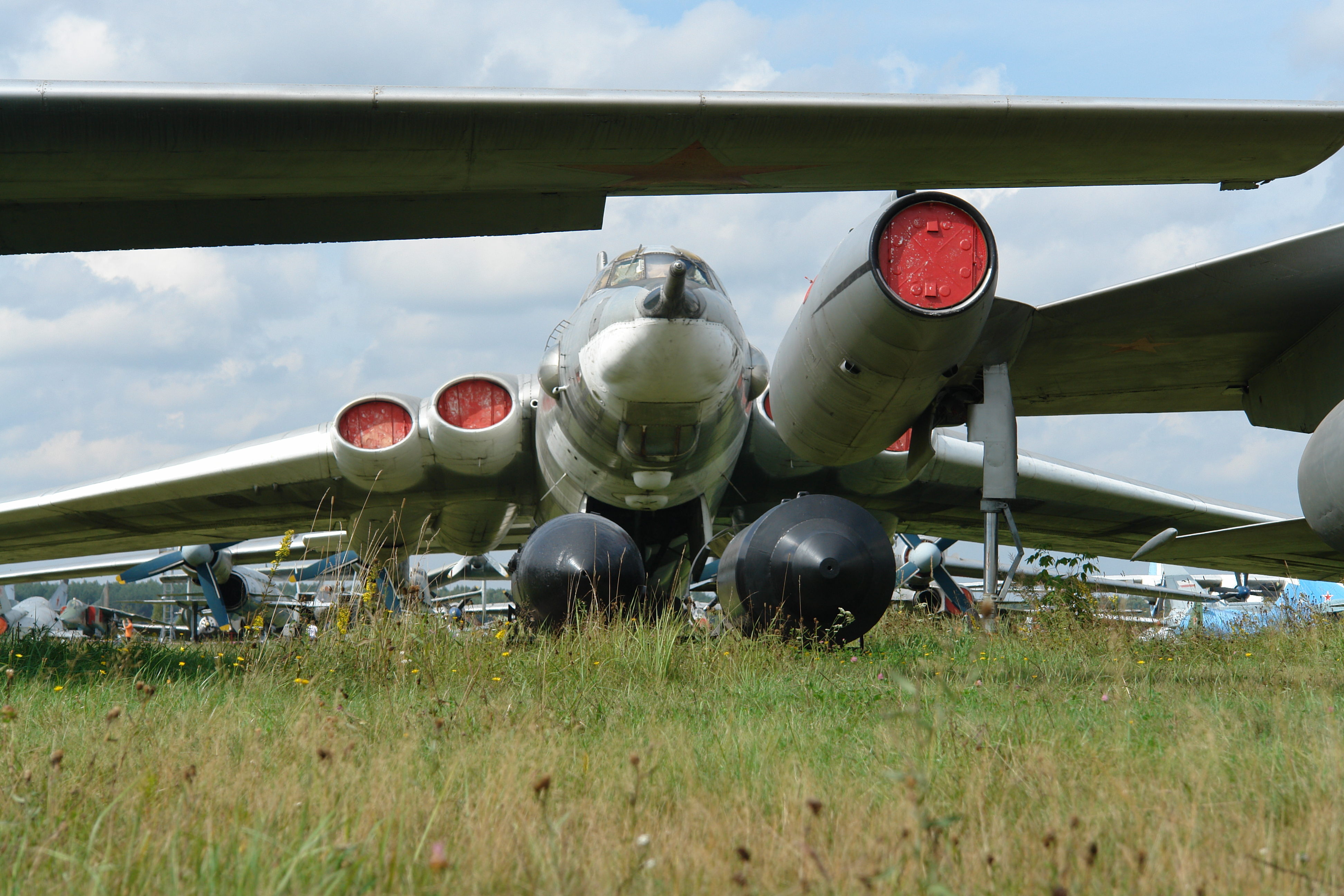
مياسيشيف 3M (بيسون)

الطائرات المروحية

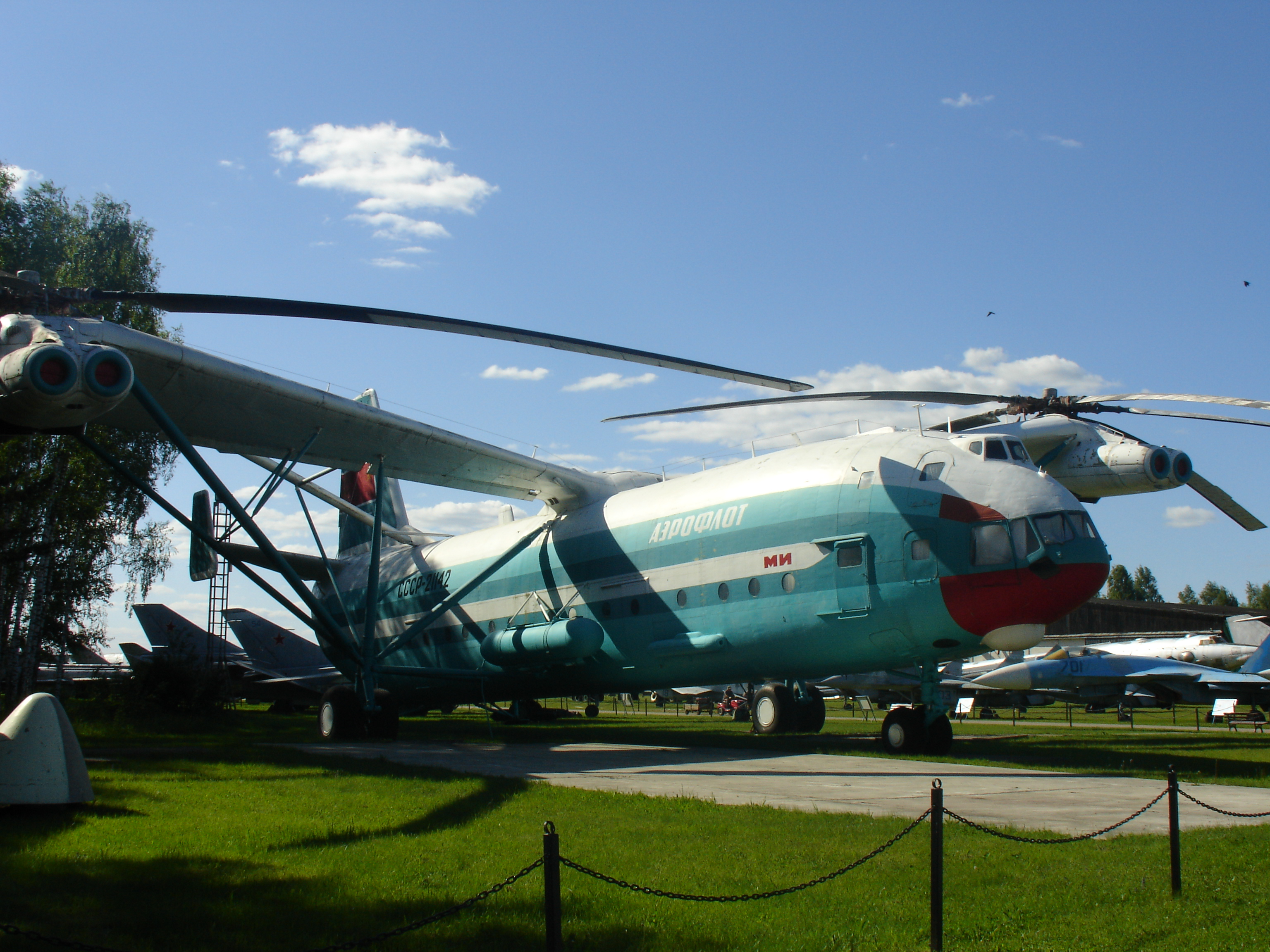
ميل مي-12 (هومر)
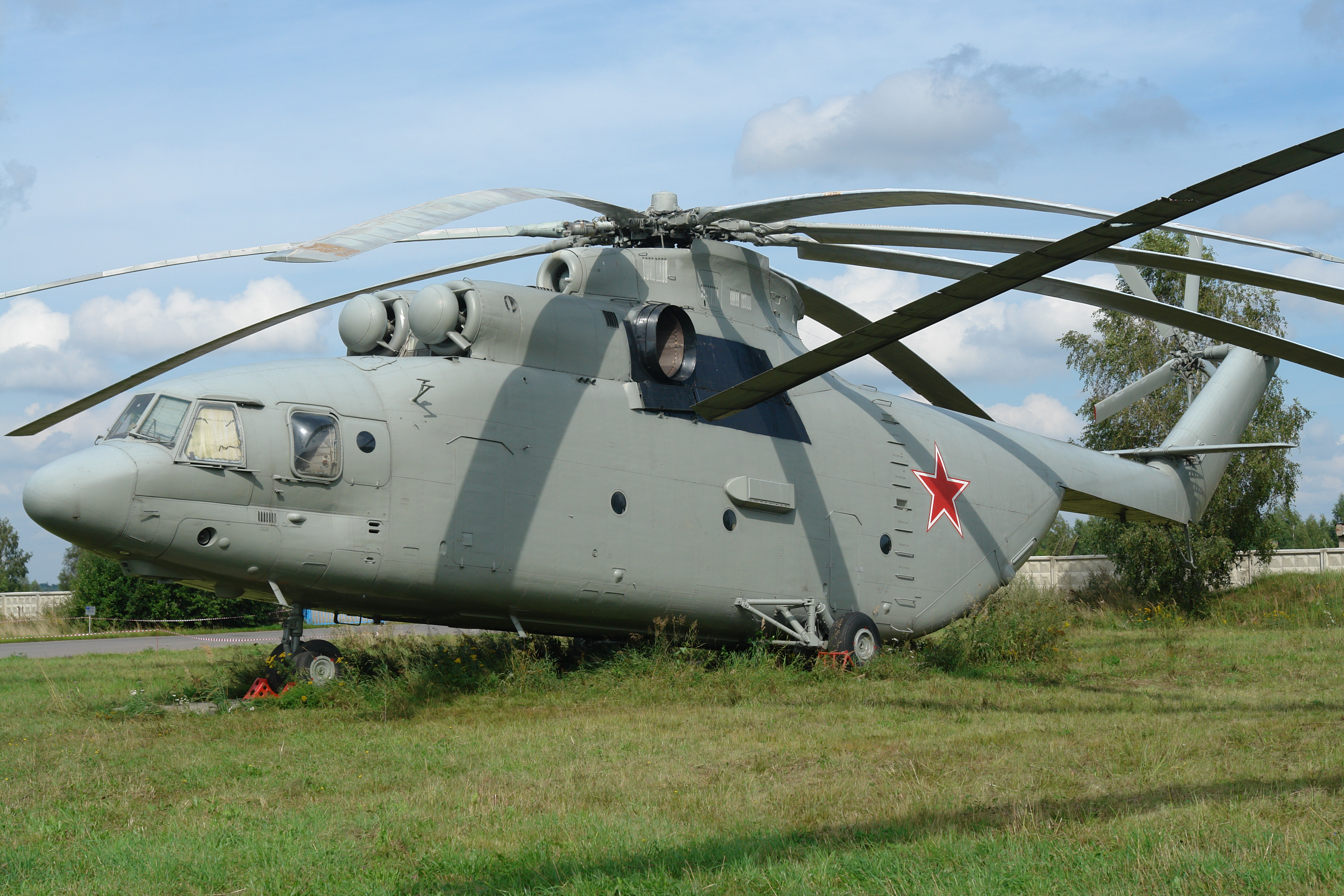
ميل مي-26 (هالو)
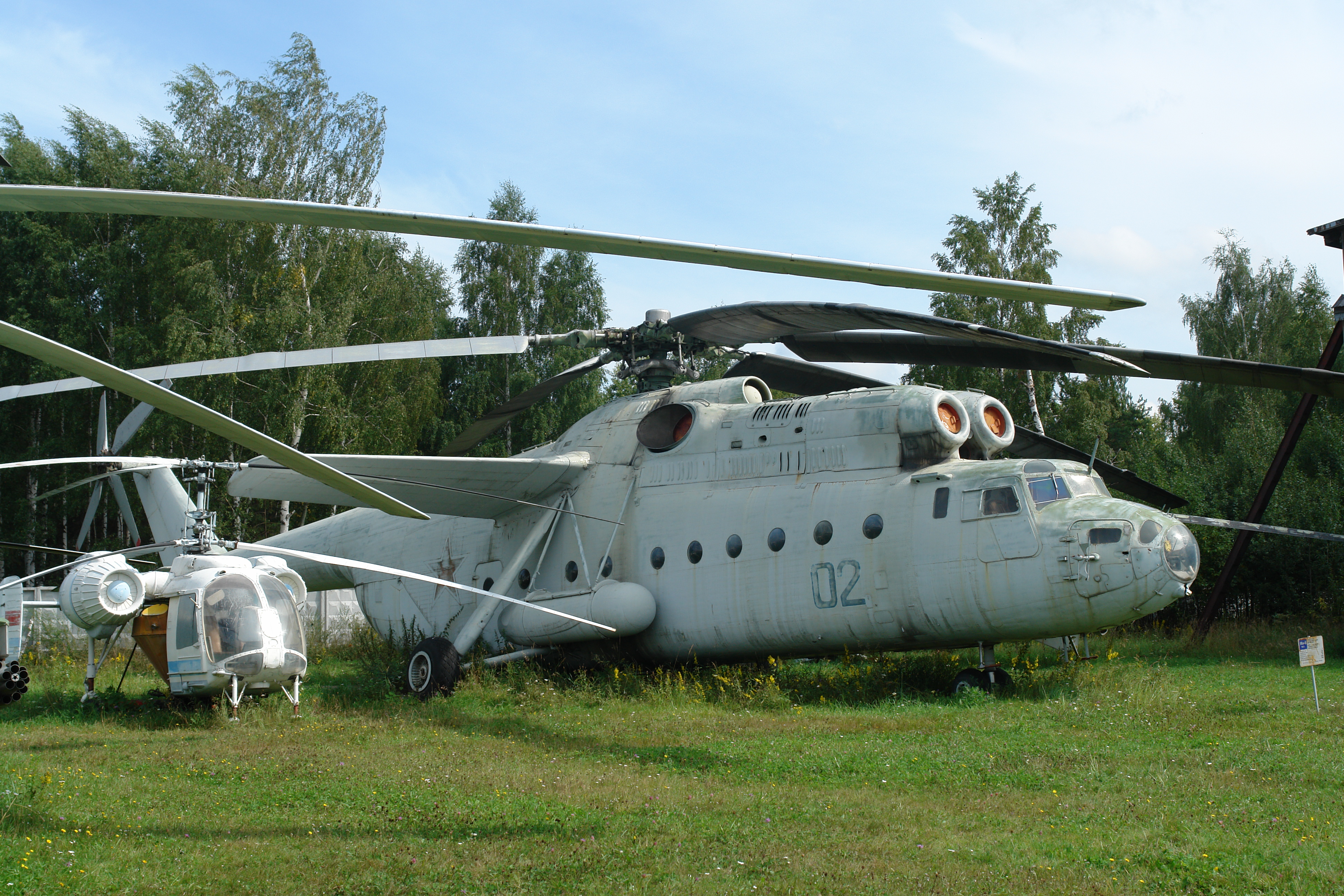
ميل مي-6 (هوك)
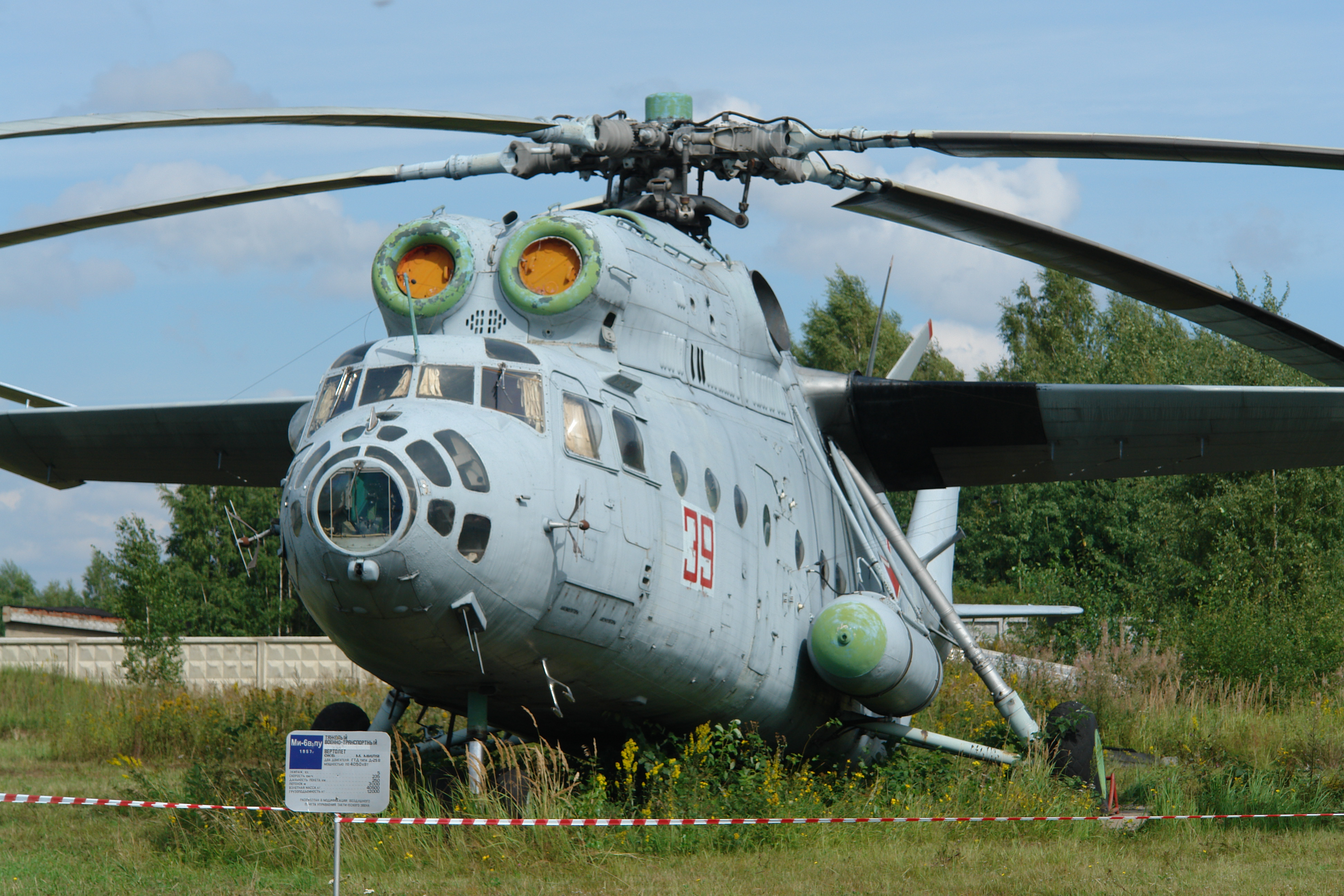
ميل مي-6بي (هوك)
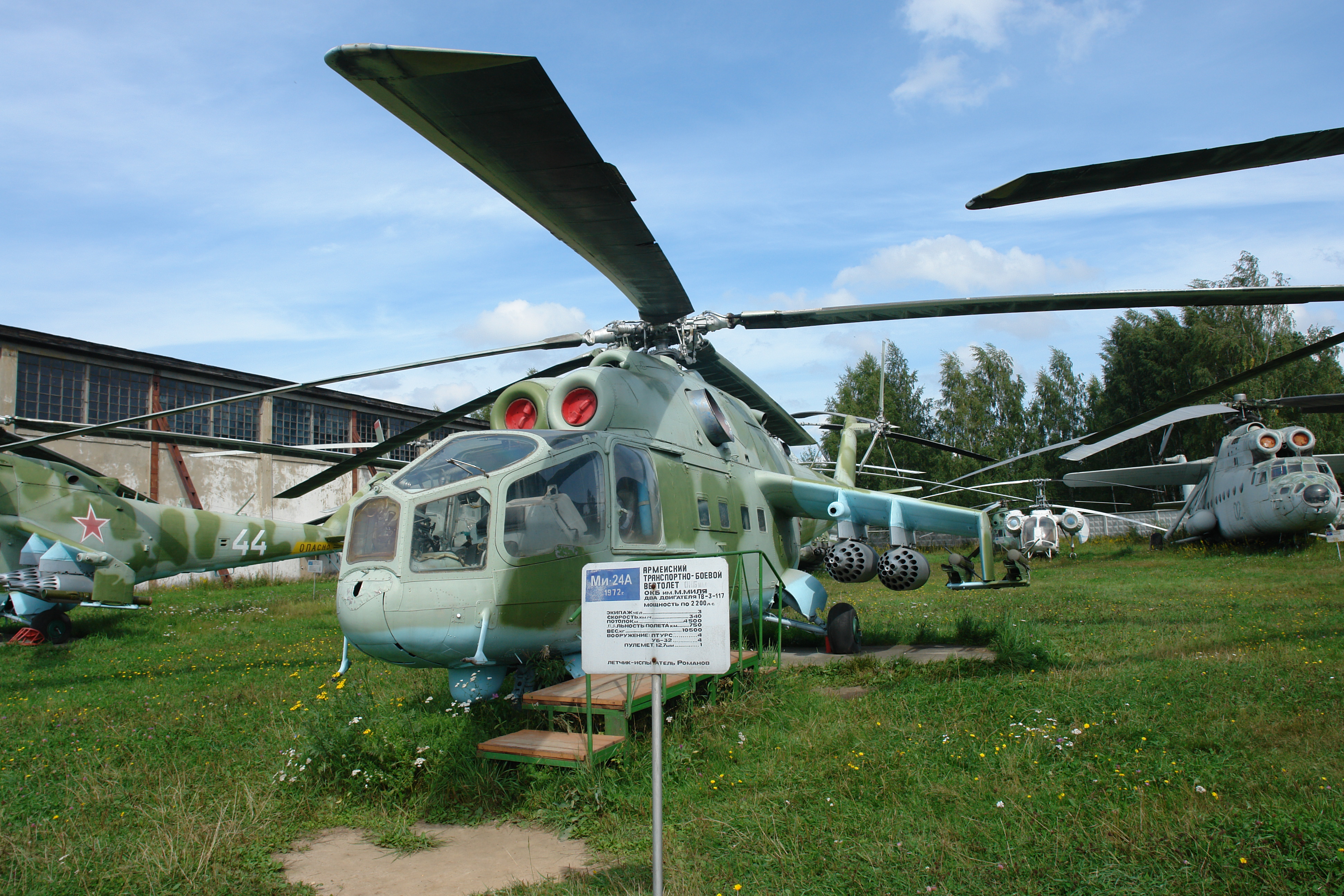
ميل مي-24أ (هيند-أ)
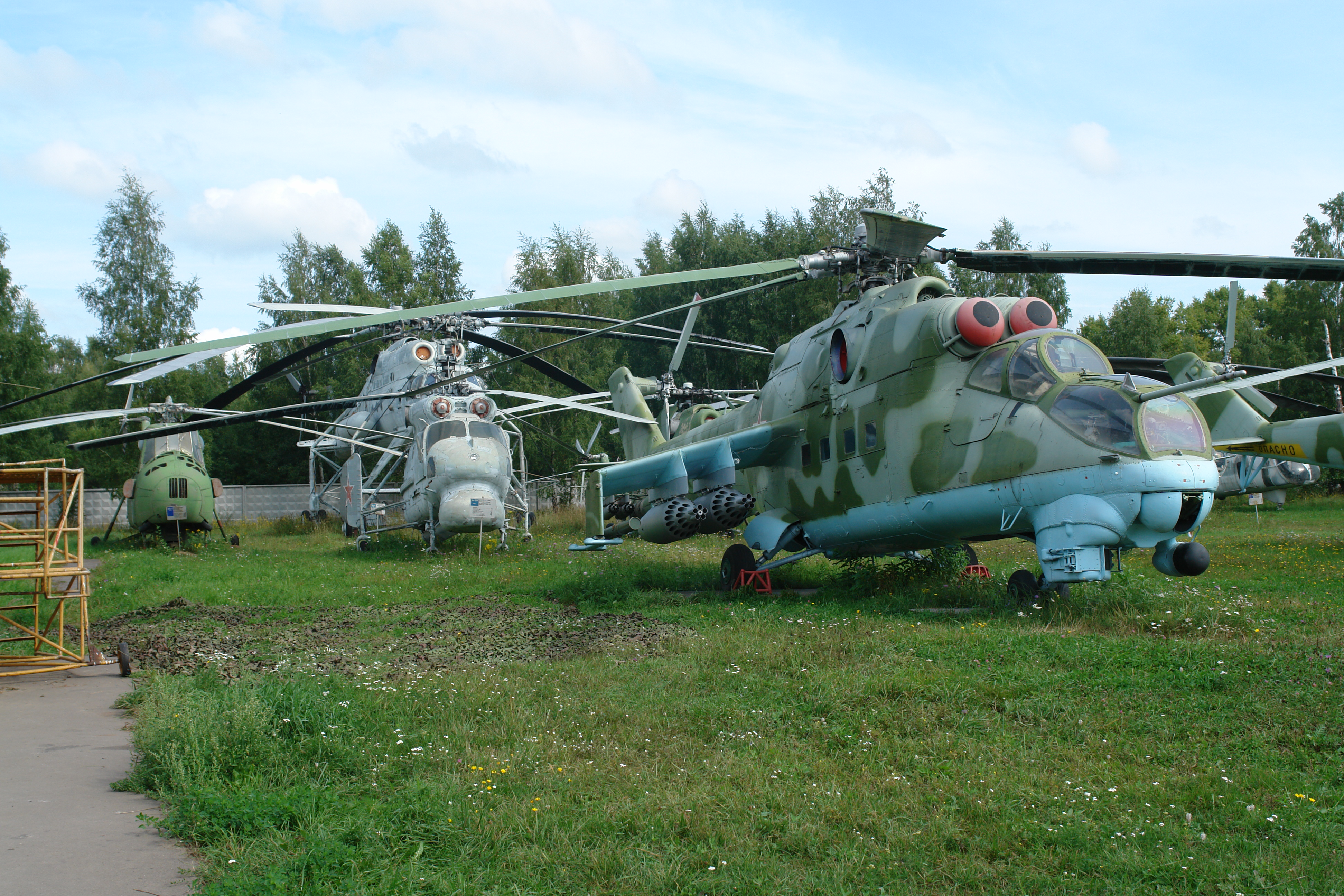
ميل مي-25 (هيند-دي)
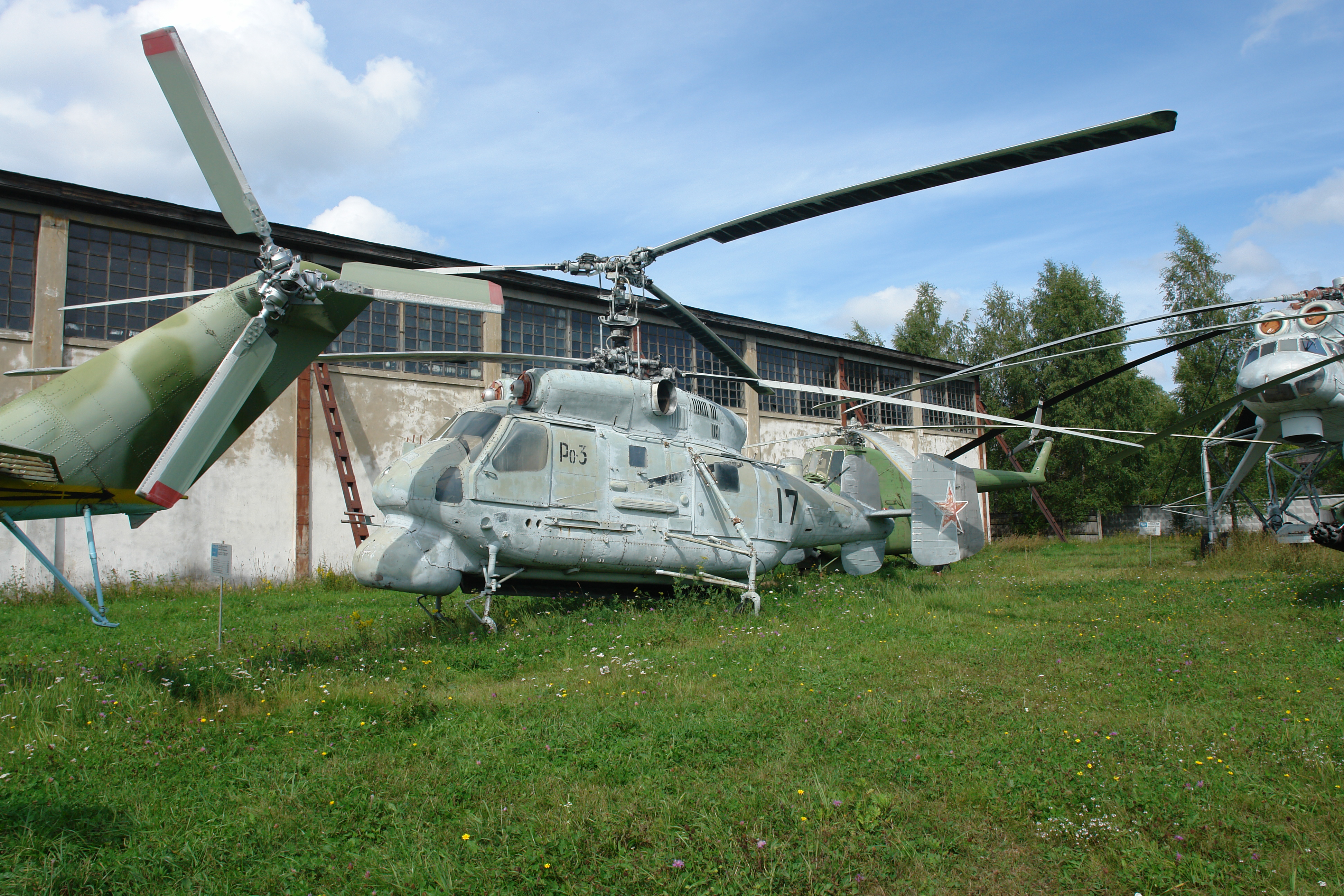
كاموف كا-25 (هرمون)
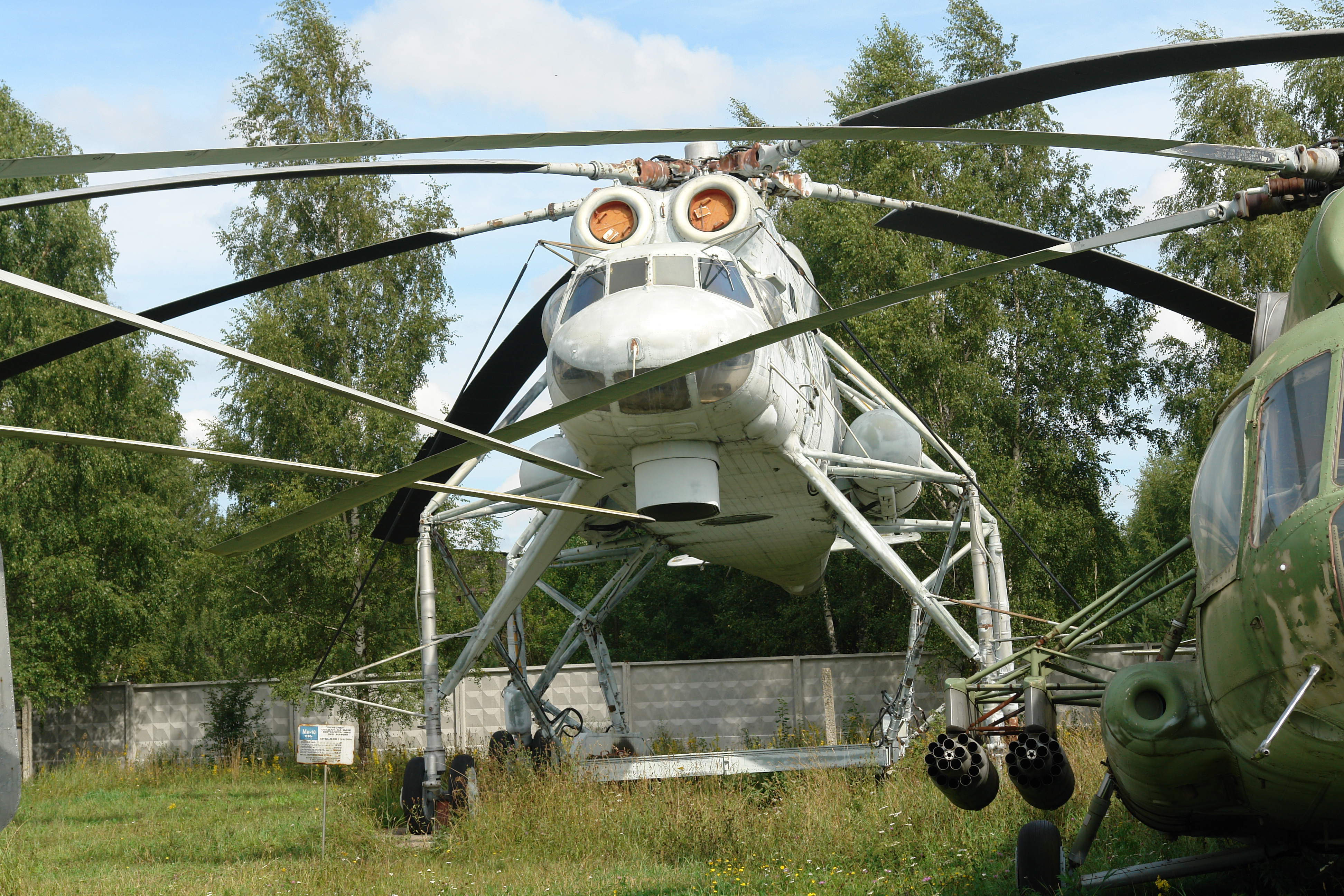
ميل مي-10 (هاركي)
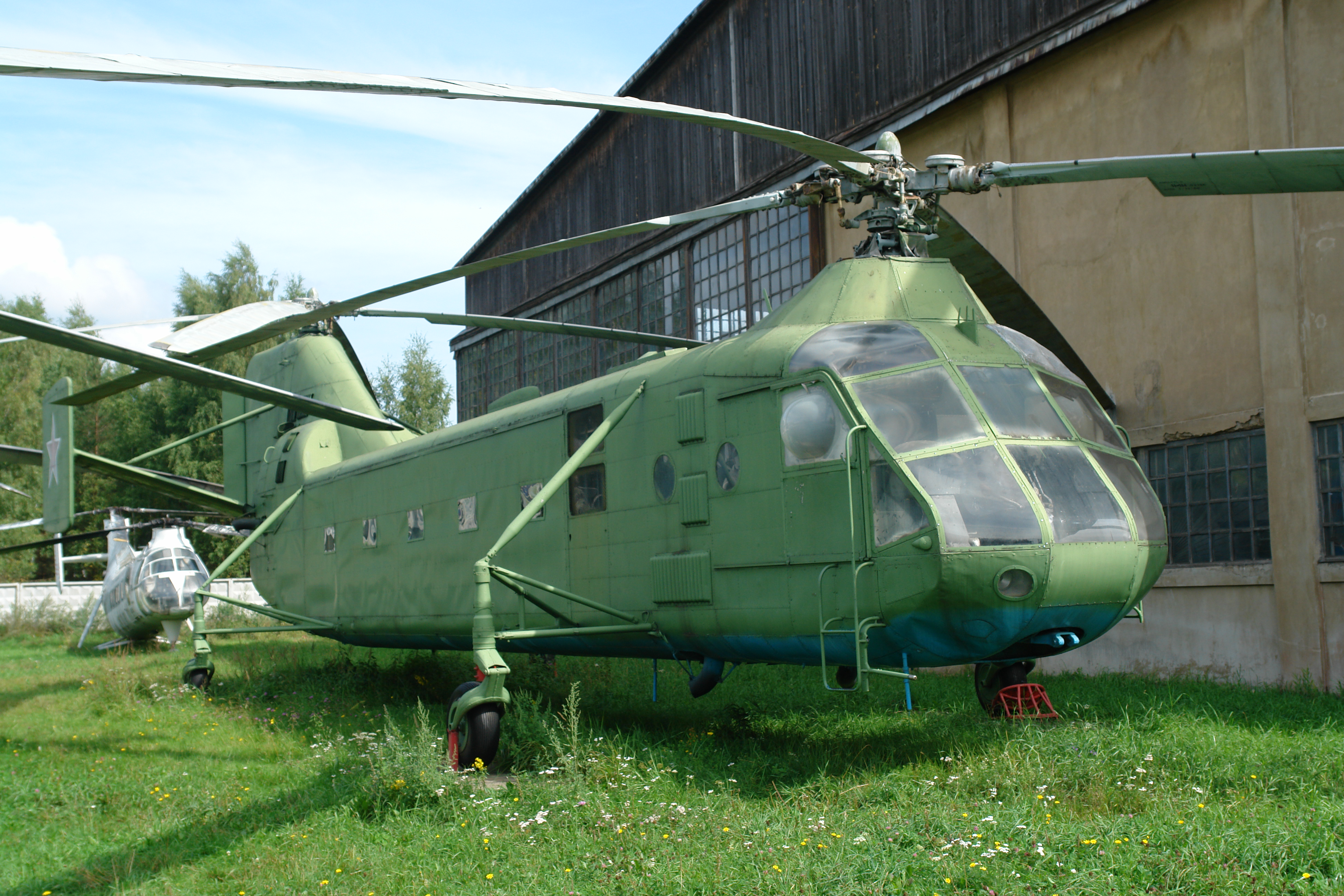
ياكوفليف ياك-24 (حصان)

طائرات أخرى

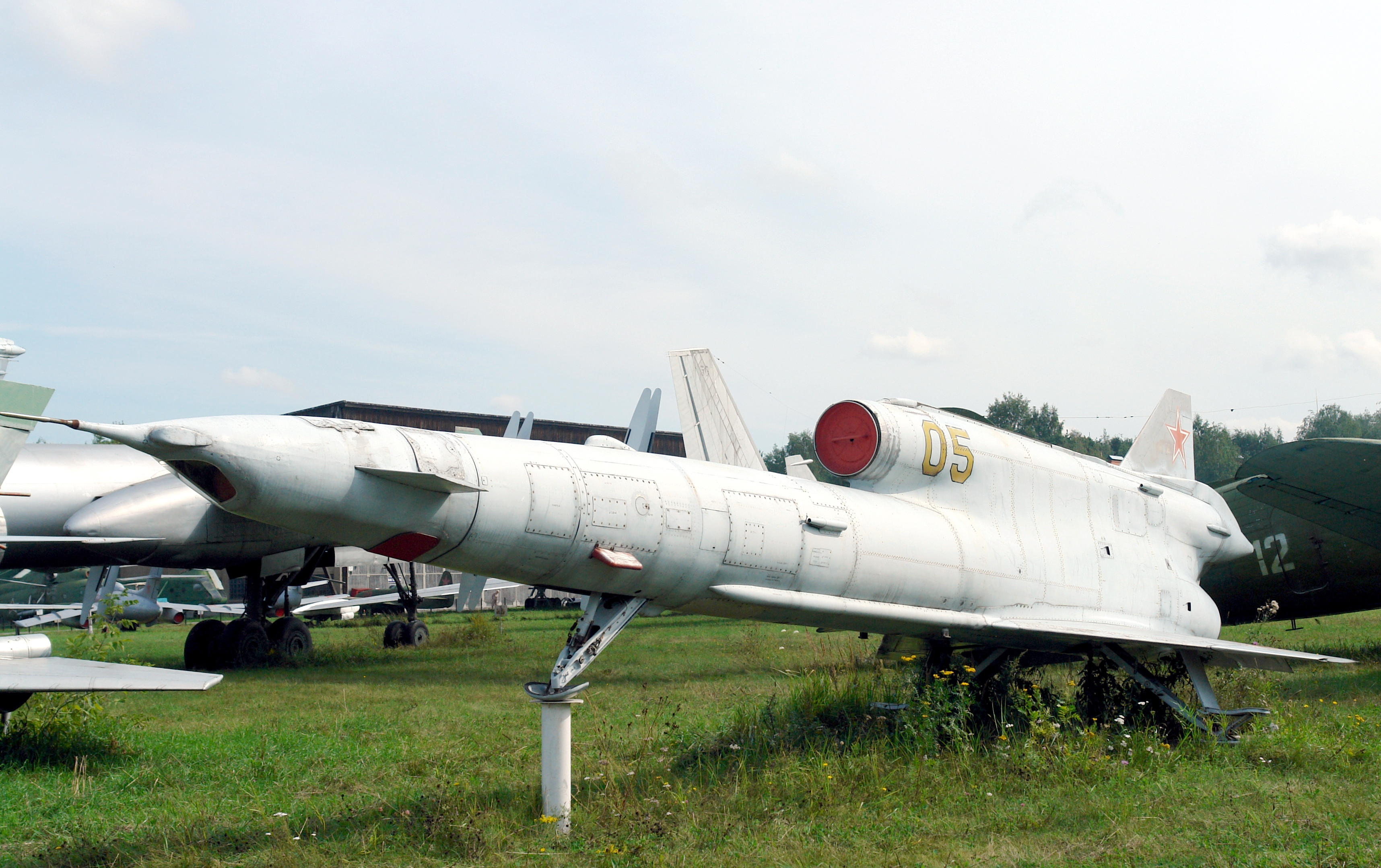
مياسيشيف إم-141 ("Strizh" الروسية: Стриж) طائرة مسيرة
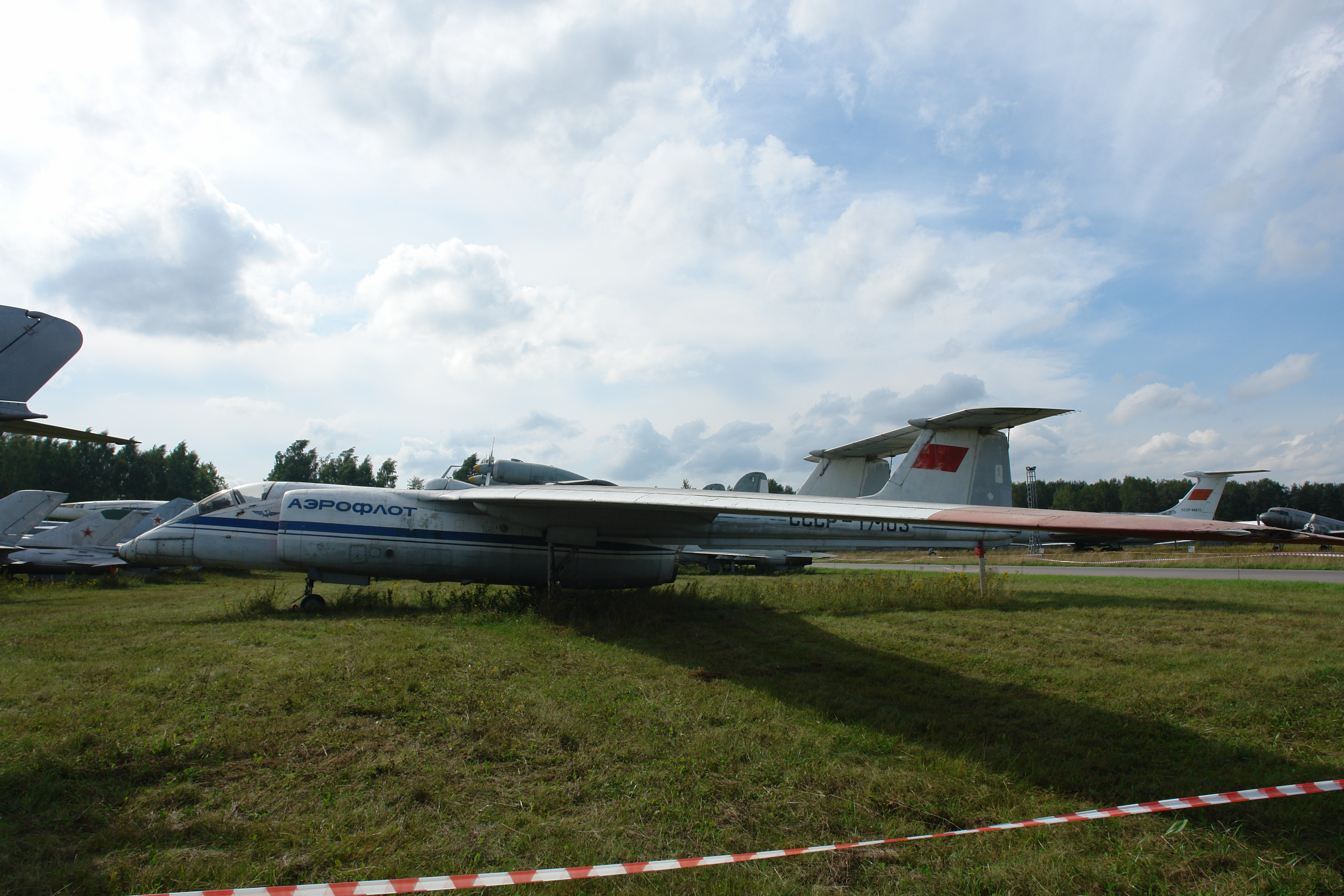
طائرة مياسيشيف إم-17 (مستيك) التجريبية عالية الارتفاع
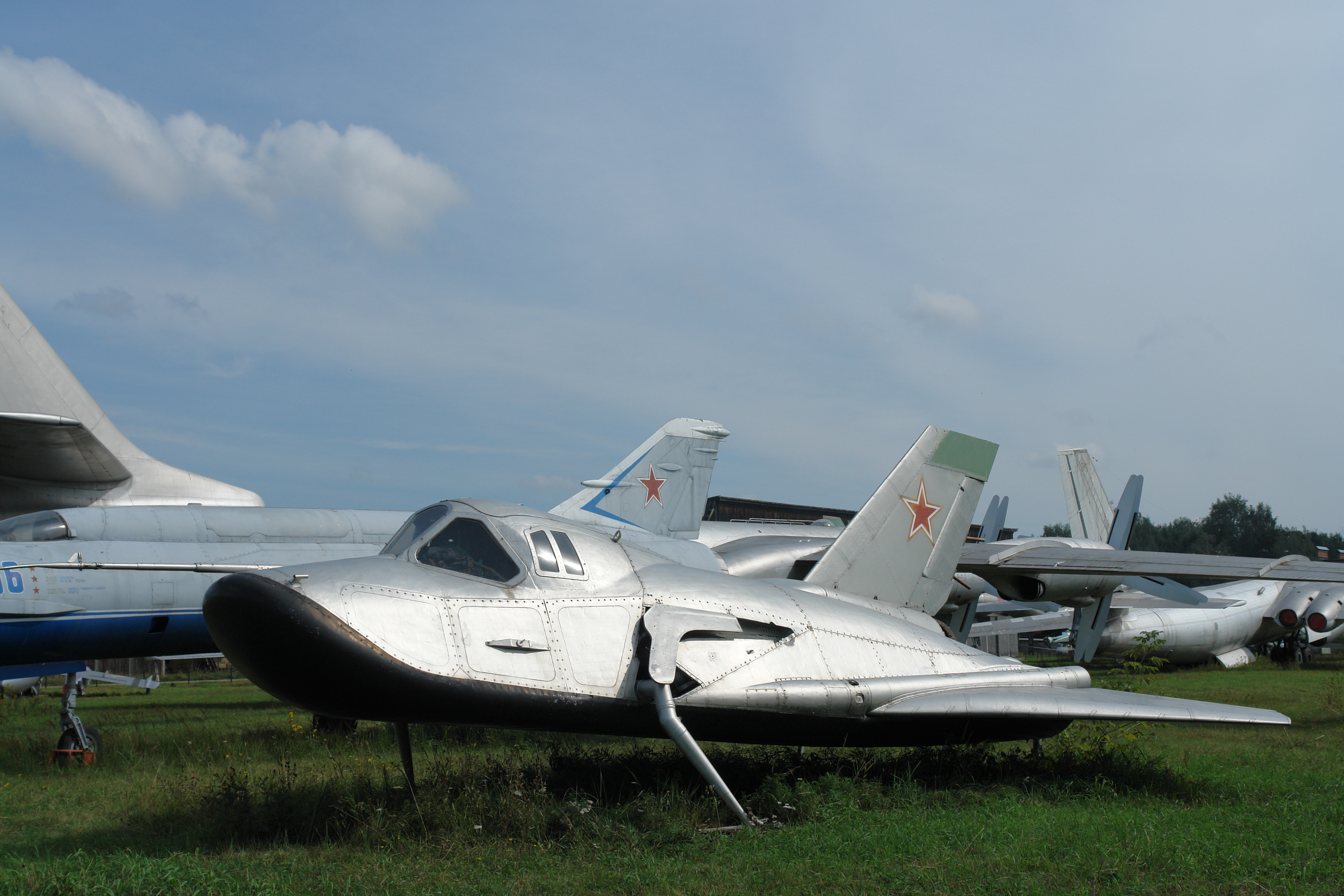
نموذج المركبة الفضائية المدارية الحلزونية MiG-105 EPOS (OS) رقم 11 (دون سرعة الصوت)
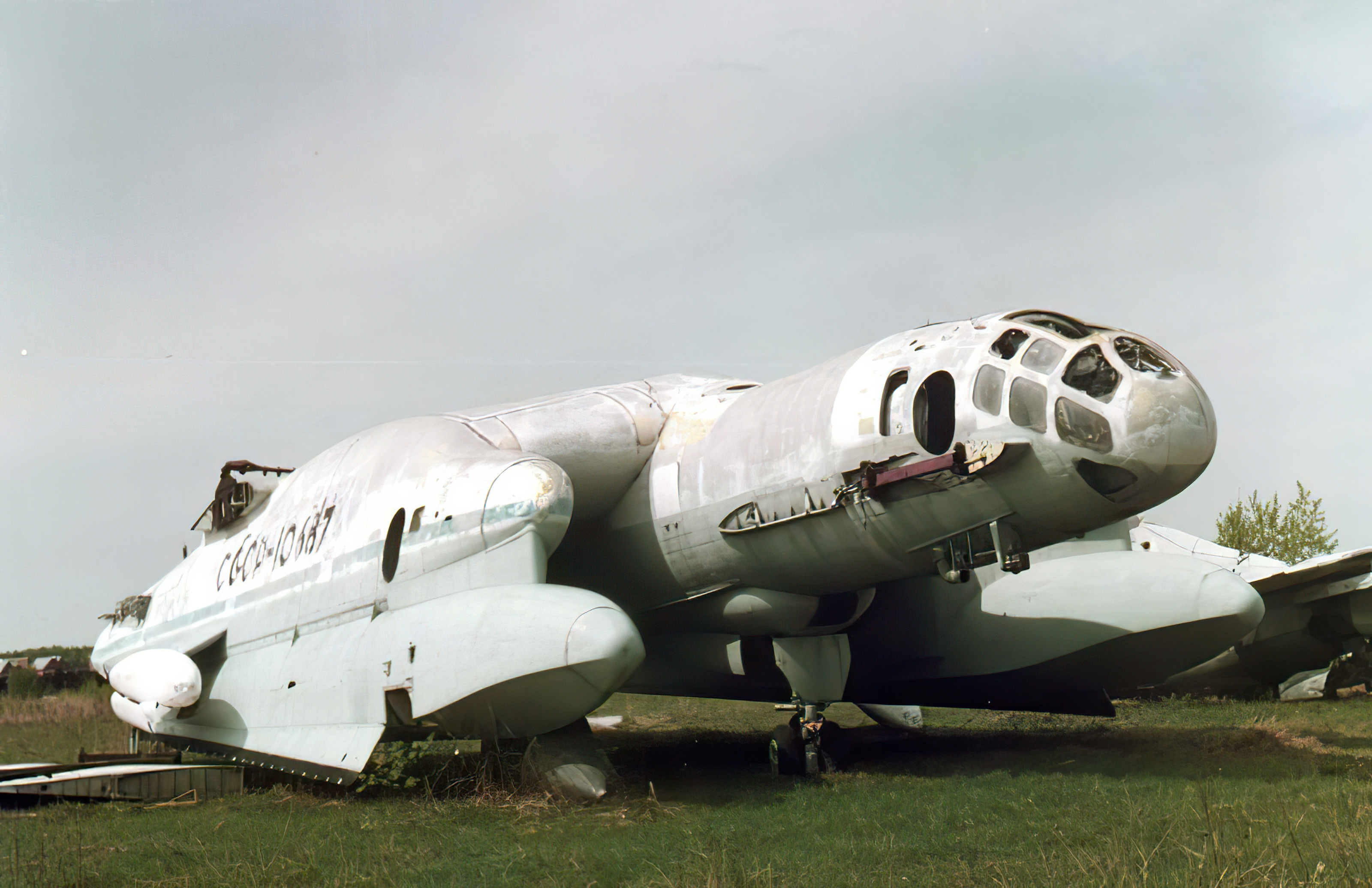
نموذج أولي لطائرة برمائية ذات إقلاع عمودي من طراز بيريف بارتيني VVA-14